# Mickey's Revue
Mickey's Revue är en amerikansk animerad kortfilm med Musse Pigg från 1932. Detta var första gången som figuren Långben syntes på film.

## Handling
Musse Pigg är dirigent för en orkester, medan ett gäng andra figurer gör ett dansframträdande. Klasse är scenchef och Pluto smyger omkring på scenen.

## Om filmen
Filmen är den 41:a Musse Pigg-kortfilmen som producerades och den femte som lanserades år 1932.

## Rollista
- Walt Disney – Musse Pigg
- Marcellite Garner – Mimmi Pigg
- Pinto Colvig – Långben, Pluto, getter
- Purv Pullen – skrattande getter[4]